# دویس ریاشوس
دویس ریاشوس (به پرتغالی:Dois Riachos) شهری در غرب ایالت آلاگواس برزیل است.
جمعیت این شهر (طبق آمار سال ۲۰۰۵) ۱۱،۲۲۹ نفر(پیش بینی شده در سال۲۰۱۴) و مساحت آن ۱۳۹٬۸۵۲ کیلومتر مربع است. این شهر زادگاه بهترین فوتبالیست زن جهان مارتا ویرا داسیوا است.